# Giulio Sabbi
Giulio Sabbi (Zagarolo, 10 agosto 1989) è un pallavolista italiano, opposto della Saturnia Acicastello.

## Carriera
La carriera di Giulio Sabbi inizia nel 2008 quando entra a far parte delle giovanili della Volley Treviso di Treviso: nella stagione 2008-09 fa il suo esordio in prima squadra, nel campionato di Serie A1, dove resta per due annate.
Nella stagione 2010-11 viene ceduto alla La Fenice Volley Isernia in Serie A2; al termine della stagione ottiene le prime convocazioni in nazionale, con la quale esordisce il 27 maggio 2011, durante una partita della World League contro la Francia. Nelle stesso anno, con la squadra nazionale vince la medaglia d'argento al campionato europeo.
Nella stagione 2011-12 viene ingaggiato dalla M. Roma Volley, mentre nella stagione successiva passa alla New Mater Volley di Castellana Grotte; con la nazionale vince la medaglia d'oro ai XVII Giochi del Mediterraneo e quella di bronzo alla Grand Champions Cup 2013.
Nel campionato 2013-14 veste la maglia della Pallavolo Molfetta, con la quale stabilisce il record di punti, ossia 42, siglati in una sola gara di Serie A1, mentre nella stagione successiva gioca per l'Associazione Sportiva Volley Lube di Treia, aggiudicandosi il primo trofeo a livello di club, ossia la Supercoppa italiana; nel 2015 con la nazionale vince la medaglia d'argento alla Coppa del Mondo e quella di bronzo al campionato europeo. A metà annata 2015-16 viene ceduto in prestito al club cinese dello Shanghai Nanzi Paiqiu Dui, militante nella Chinese Volleyball League, con cui si aggiudica lo scudetto, venendo anche premiato come miglior opposto; terminata l'esperienza in oriente, si accasa per il finale di stagione al Tours Volley-Ball, nella Ligue A francese.
Nella stagione 2016-17 torna nuovamente alla squadra di Molfetta; con la nazionale conquista la medaglia d'argento alla Grand Champions Cup 2017. Per la stagione successiva passa al Modena Volley, sempre in Superlega, mentre in quella successiva ritorna in Cina, nuovamente allo Shanghai, conquistando nuovamente il campionato. Nel marzo 2019, al termine degli impegni in Oriente, difende i colori You Energy di Piacenza con cui disputa la parte finale della Serie A2 2018-19. Tuttavia, per il campionato 2019-20, è ancora una volta al club di Shanghai, sempre nella massima divisione cinese.
Nella stagione 2020-21 è ingaggiato dalla Top Volley Latina, mentre in quella successiva è alla neopromossa Prisma Taranto, sempre in Superlega. Per l'annata 2022-23 è per la terza volta di scena, con la formazione dello Shanghai, nel massimo campionato cinese: al termine del campionato prosegue la stagione all'Hebăr, nella Superliga bulgara, con il quale conquista la Coppa di Bulgaria.
Nella stagione 2024-25 fa ritorno in patria, firmando per la Saturnia Acicastello, nella serie cadetta.

## Palmarès

### Club
- Campionato cinese: 2

2015-16, 2018-19
- Coppa di Bulgaria: 1

2022-23
- Supercoppa italiana: 1

2014

### Nazionale (competizioni minori)
- Memorial Hubert Wagner 2011
- Giochi del Mediterraneo 2013

### Premi individuali
- 2016 - Chinese Volleyball League: Miglior opposto
- 2017 - Superlega: Miglior realizzatore
- 2017 - Superlega: Miglior servizio[6]